# Пожар в Монтесито
Пожар в Монтесито, также известный как Чайный пожар в Монтесито (англ. Montecito Tea Fire), начался 13 ноября 2008 года в городе Монтесито, штат Калифорния, и уничтожил 210 домов в городах Монтесито и Санта-Барбара. Пожар начался в заповеднике Mar Y Cel, в историческом здании, известном как «Чайный домик», и в связи с этим получил название «Чайный пожар». Раздуваемый ветрами с гор Санта-Инес, пожар быстро перебросился на расположенный неподалёку от Монтесито город Санта-Барбара. К 17 ноября 2008 года пожар уничтожил территорию площадью в 1 940 акров (785 га), и был окончательно потушен только на следующий день. Затраты штата на тушение пожара составили 5,7 миллиона долларов.

## Ход событий
13 ноября 2008 года, в среду, группа из десяти студентов из колледжа Санта-Барбары устроила вечеринку в заповеднике Mar Y Cel (рус. Море и небо), во время которой был разожжён костёр. Впоследствии студенты, чьи личности были установлены полицией, утверждали, что они потушили костёр перед уходом, однако следователи сочли эти показания неубедительными. По версии следствия, костёр не был достаточно потушен, и огонь тлел до четверга. В тот же день ветра раздули костёр, который перерос в лесной пожар.
К 15 ноября пожар распространился по территории площадью около 1 000 гектаров и уничтожил более 100 вилл стоимостью от 10 до 15 миллионов долларов каждая. Не менее 13 человек получили ранения. Губернатор Калифорнии Арнольд Шварценеггер ввел в округе Санта-Барбара режим чрезвычайного положения. В Монтесито — городе с населением 14 тысяч человек — были эвакуированы обитатели 5,4 тысячи домов (к 16 ноября около половины из них вернулись домой). Во время эвакуации скончалась пожилая женщина.

## Последствия
Злой умысел студентов, которые разожгли костёр, ставший причиной пожара, в суде доказан не был. Двое из десяти участников вечеринки были приговорены к штрафам в 550 долларов и 75 часам общественных работ каждый.
В 2010 году двое из жертв, получившие ожоги во время пожара, подали в суд на владельцев «Чайного домика», утверждая, что владельцы не обеспечили достаточную охрану территории, чтобы предотвратить пожар. Процесс длился два года, и истцы выиграли 6 миллионов долларов, из которых 4,6 миллиона, по их утверждениям, было необходимо для покрытия медицинских счетов за лечение от ожогов.